# Menistròu
Ménétrol és un municipi francès situat al departament del Puèi Domat i a la regió d'Alvèrnia-Roine-Alps. L'any 2007 tenia 1.564 habitants.

## Demografia

### Població
El 2007 la població de fet de Ménétrol era de 1.564 persones. Hi havia 592 famílies de les quals 124 eren unipersonals (36 homes vivint sols i 88 dones vivint soles), 168 parelles sense fills, 236 parelles amb fills i 64 famílies monoparentals amb fills.
La població ha evolucionat segons el següent gràfic:
Habitants censats

### Habitatges
El 2007 hi havia 632 habitatges, 607 eren l'habitatge principal de la família, 10 eren segones residències i 15 estaven desocupats. 595 eren cases i 34 eren apartaments. Dels 607 habitatges principals, 496 estaven ocupats pels seus propietaris, 104 estaven llogats i ocupats pels llogaters i 7 estaven cedits a títol gratuït; 1 tenia una cambra, 19 en tenien dues, 72 en tenien tres, 213 en tenien quatre i 302 en tenien cinc o més. 414 habitatges disposaven pel capbaix d'una plaça de pàrquing. A 225 habitatges hi havia un automòbil i a 338 n'hi havia dos o més.

### Piràmide de població
La piràmide de població per edats i sexe el 2009 era:
| Homes | Edats   | Dones |
| ----- | ------- | ----- |
| 0     | 95 o +  | 0     |
| 0     | 90 a 94 | 0     |
| 4     | 85 a 89 | 8     |
| 4     | 80 a 84 | 4     |
| 8     | 75 a 79 | 32    |
| 8     | 70 a 74 | 16    |
| 24    | 65 a 69 | 12    |
| 36    | 60 a 64 | 32    |
| 36    | 55 a 59 | 48    |
| 40    | 50 a 54 | 60    |
| 120   | 45 a 49 | 80    |
| 80    | 40 a 44 | 96    |
| 40    | 35 a 39 | 72    |
| 32    | 30 a 34 | 32    |
| 60    | 25 a 29 | 56    |
| 64    | 20 a 24 | 84    |
| 88    | 15 a 19 | 68    |
| 60    | 10 a 14 | 68    |
| 56    | 5 a 9   | 52    |
| 40    | 0 a 4   | 44    |

## Economia
El 2007 la població en edat de treballar era de 1.128 persones, 828 eren actives i 300 eren inactives. De les 828 persones actives 772 estaven ocupades (428 homes i 344 dones) i 56 estaven aturades (24 homes i 32 dones). De les 300 persones inactives 100 estaven jubilades, 119 estaven estudiant i 81 estaven classificades com a «altres inactius».

### Ingressos
El 2009 a Ménétrol hi havia 622 unitats fiscals que integraven 1.608,5 persones, la mediana anual d'ingressos fiscals per persona era de 19.662 €.

### Activitats econòmiques
Dels 93 establiments que hi havia el 2007, 3 eren d'empreses extractives, 1 d'una empresa alimentària, 3 d'empreses de fabricació d'altres productes industrials, 9 d'empreses de construcció, 37 d'empreses de comerç i reparació d'automòbils, 5 d'empreses de transport, 6 d'empreses d'hostatgeria i restauració, 1 d'una empresa d'informació i comunicació, 4 d'empreses financeres, 5 d'empreses immobiliàries, 5 d'empreses de serveis, 8 d'entitats de l'administració pública i 6 d'empreses classificades com a «altres activitats de serveis».
Dels 21 establiments de servei als particulars que hi havia el 2009, 1 era una oficina bancària, 3 tallers de reparació d'automòbils i de material agrícola, 1 taller d'inspecció tècnica de vehicles, 1 paleta, 4 guixaires pintors, 1 fusteria, 1 lampisteria, 1 electricista, 3 perruqueries, 4 restaurants i 1 tintoreria.
Dels 18 establiments comercials que hi havia el 2009, 1 era un hipermercat, 1 un supermercat, 2 fleques, 2 llibreries, 5 botigues de roba, 1 una botiga d'electrodomèstics, 3 botigues de material esportiu, 1 una perfumeria, 1 una joieria i 1 una floristeria.
L'any 2000 a Ménétrol hi havia 13 explotacions agrícoles.

## Equipaments sanitaris i escolars
L'únic equipament sanitari que hi havia el 2009 era una farmàcia.
El 2009 hi havia 1 escola maternal i 1 escola elemental.

## Poblacions més properes
El següent diagrama mostra les poblacions més properes.